# Johannes Marienwerder
Johannes Marienwerder (* 1343 in Marienwerder, Deutschordensstaat; † 19. September 1417 ebenda) war ein deutscher Theologe.

## Leben
Johannes stammte aus Marienwerder, also unmittelbar aus dem Zentrum des dem Deutschen Orden inkorporierten Bistums Pomesanien. Er gehörte zunächst dem Orden nicht an und wirkte als Weltpriester. Er ging an die Prager Universität, wo er schließlich bis 1386 als Professor tätig war. Einflussreichster Lehrer war Heinrich Totting von Oyta, den er auch in seinen Schriften mehrfach erwähnt. Ferner griff er auf den Pariser Mystiker Richardus de Sancto Victore zurück.
Seine Schriften sind jedoch primär pastoraltheologischer Natur. Dies gilt nicht nur für die kurzen Prager Predigten, die uns überliefert sind, sondern vor allem für die in Marienwerder abgefasste Expositio symboli apostolorum. Sie bezieht eindeutig Stellung gegen die Wyclifiten – eine Haltung, die an der von Wyclifs Gedanken mehr und mehr beherrschten Prager Universität sicher problematisch war, auch wenn sich die Situation erst 1409 endgültig zuspitzte. Insgesamt kann man immer wieder den Einfluss der Prager Reformbestrebungen der deutschen Nation an der Prager Universität spüren. Neben Heinrich Totting von Oyta ist hier vor allem Matthäus von Krakau (ca. 1340–1410) als Inspirator zu nennen, der 1387 nach Pomesanien reiste, um der Profess von Johann Marienwerder am Domkapitel beiwohnen zu können.
Die Rückkehr des Johannes Marienwerder nach Preußen im Jahr 1386 scheint mit der Zuspitzung der Verhältnisse an der Prager Universität ebenso zusammenzuhängen wie mit der Vergabe einer einträglichen und ein damaliges Professoreneinkommen weit übersteigenden Domherrenpfründe. Der damit unvermeidliche Eintritt in den Deutschen Orden wurde 1387 vollzogen. Dass es sich für Orden und Bistum um eine Bereicherung und wohl auch einen Prestigegewinn handelte, kann man daran ersehen, dass Johannes bereits 1388 zum Dekan des Kapitels gewählt wurde.
Johann wurde damit zum Stellvertreter des Propstes Johannes Rymann aus Christburg. Sie arbeiteten eng zusammen; u. a. wirkten sie gemeinsam als Beichtiger der Dorothea von Montau und setzten auch das eigentliche Kanonisationsgesuch für sie gemeinsam auf. Sie kannten sich aber bereits aus Prag.
Johannes Marienwerder und Johannes Rymann verdankten ihre Stellung letztlich dem pomesanischen Bischof Johannes (I.), gen. Johannes Mönch (Bischof 1377–1409). Auch er setzte sich entschieden für die Kanonisation Dorotheas ein. Er reorganisierte während seiner langen Amtszeit das Bistum und hat sich um die Fertigstellung des die Burg des Domkapitels überragenden Doms verdient gemacht. Neben den von ihm redigierten Kirchenstatuten ist er literarisch durch Exzerpte aus den Offenbarungen der Heiligen Birgitta von Schweden bekannt, die mit der Reorganisation des Bistums, aber auch mit der Ansiedlung Dorotheas in Verbindung gebracht werden können.
Die an Leib und Seele schwer leidende Dorothea von Montau (1347–1394) traf 1390 in Marienwerder ein. Sie kam nach dem Tode ihres Mannes aus Danzig, wo sie von den Priestern wegen ihrer Askese und ihrer Entrückungen streng gemaßregelt worden war. Ihr Beichtvater Nicolaus von Hohenstein verwies Dorothea an Johannes Marienwerder.
Im September 1391 verließ Dorothea Danzig für immer, um sich mit Erlaubnis des pomesanischen Bischofs an der gerade vollendeten Domkirche in Marienwerder als Rekluse in einem Gewölbe hinter dem Hauptaltar einmauern zu lassen. Johannes Marienwerder und der Dompropst Johannes Rymann nahmen eine intensive Prüfung der Büßerin vor. Dabei kam es zum ersten Mal zur Schilderung ihrer Visionen. Die beiden Domherren berieten sich und beschlossen diese aufzuzeichnen. Johannes besuchte Dorothea täglich. Ihre deutschen Äußerungen wurden von ihm in Stichworten festgehalten und anschließend wieder zu einem flüssigen Text zusammengefügt. Dann wurden sie latinisiert und in die Gesamtsammlung hinein systematisiert. Hieraus schuf Johannes Marienwerder eine Serie von Schriften, die die Heiligsprechung der Klausnerin befördern sollten. Die Geschichte dieser Aufzeichnungen zeigt die Genese des Dorotheen-Schrifttums, ohne das Dorotheas Aufenthalt in Marienwerder wohl nur eine folgenlose Anekdote geblieben wäre.
Es ist kein einziges unmittelbares Zeugnis von Dorothea erhalten geblieben. Sie konnte weder lesen noch schreiben. Was wir wissen, wissen wir aus den Schriften des Johannes Marienwerder bzw. aus den Protokollen des päpstlichen Kanonisationsprozesses, bei dem vor allem Angehörige bzw. Untergebene des Domkapitels aussagten – und sich auch meist wieder auf die Schriften oder mündlichen Aussagen der Beichtväter beriefen. Selbst die einzige nicht von Johannes verfasste Vita der Heiligen – die Lebensbeschreibung des Nürnberger Dominikaners Nicolaus Humilis – basiert auf den Informationen, die Johannes Marienwerder lieferte.
Obschon er sich beständig um scholastische Distinktionen und Tabellen bemühte, obschon immer wieder Querverweise zwischen den einzelnen Schriften eine Gesamtheit suggerieren – eine nachvollziehbare Ordnung hat er nicht in das Material gebracht. Es scheint jedoch, als habe dies auch gar nicht in seiner Absicht gelegen. Insbesondere das in Stil und Aufbau der gleichzeitig entstandenen Expositio Symboli Apostolorum (Erklärung des Glaubensbekenntnisses) nahestehende Septililium verrät, dass Johannes weniger an eine Dokumentation der Sentenzen und Visionen seiner Schutzbefohlenen dachte, als daran, mit Hilfe dieser Worte seine eigenen (reform-)theologischen Vorstellungen zu untermauern.
Das Hauptwerk des Johannes Marienwerder ist die 1399 abgeschlossene Expositio symboli apostolorum, eine Streitschrift gegen Johannes Wyclif und seine extremen biblizistischen Positionen. Sie wurde später auch als Schrift gegen die Hussiten verstanden; in Süddeutschland wurde sie teilweise unter dem Namen des Nikolaus von Dinkelsbühl überliefert.

## Werke
Johannes Marienwerder verfasste eine lateinische Geschichte des pomesanischen Domkapitels, die nur fragmentarisch erhalten ist.
- De octo beatitudinibus (ungedr.); Paraphrase des Vaterunsers (Franz Hipler, in: Pastoralblatt für die Diözese Ermland 15, 1883, 142 f. u. 21, 1889, 62 f.); Ernst Strehlke/Max Toeppen (Hrsg.), Annales capituli Pomesaniensis, frgm. 1391–1398 (Scriptores rerum Prussicarum, Bd. 5, 1874, S. 430–434);
- Expositio symboli Apostolici, 1399 (keine moderne Edition, eine deutsche Übersetzung wurde 1485 anonym unter dem Titel Erclerung der 12 Artickel des christenlichen Glaubens in Ulm gedruckt);

Über Dorothea von Montau:
- Vita brevis, 1394 (ungedruckt)
- Vita complens, 1395 (Codex Diplomaticus Prussicus, Bd. 5, hrsg. von Johannes Voigt, 1857, S. 82–84)
- Vita prima B. Dorotheae, 1395 (in: Acta Sanctorum 13, 1883, S. 493–499; Hans Westpfahl, in: Der Dorotheenbote 26, 1968, 122–133)
- Vita b. Dorotheae, 1396 (nach dem Erstdruck durch Adrian von Linde, Oliva b. Danzig 1702 auch Vita Lindana genannt; hrsg. von Remigius de Buck in: Acta Sanctorum 13, 1883, S. 499–560)
- Liber de Festis magistri Johannis Marienwerder, hrsg. von Anneliese Triller, Köln 1992 (Forschungen und Quellen zur Kirchen- und Kulturgeschichte Ostdeutschlands 25)
- Septililium venerabilis dominae Dorotheae, um 1400 (Franz Hipler, Septililium B. Dorotheae, Sonderdr. aus Analecta Bollandiana 2–4, 1883–85, 1885) mit neuer Seitenzählung
- Vita Latina (= Vita venerabilis Dominae Dorotheae), 1404 (hrsg. durch Hans Westpfahl und Anneliese Triller, Vita Dorotheae Montoviensis Magistri Johannis Marienwerder, 1964)
- Das Leben der zeligen Frawen Dorothee Clewsenerynne in der Thumkirchen czu Marienwerder des Landes czu Prewszen, vollendet um 1404 (Erstdr. durch Jakob Karweyse, Marienburg 1492, hrsg. von Max Toeppen in den Scriptores rerum Prussicarum, Bd. 2, 1863, S. 197–350)
- Ansprachen an die Mitglieder der Priesterbruderschaft zu Marienwerder (Franz Hipler, in: Pastoralbl. f. d. Diöz. Ermland 21, 1889, 63–70)